# Stiftung Naturschutz Berlin
Die Stiftung Naturschutz Berlin ist eine gemeinnützige Stiftung des Bundeslandes Berlin zur Förderung des Naturschutzes, der Landschaftspflege und des Umweltschutzes.

## Geschichte, Struktur und Finanzierung
Die Stiftung Naturschutz Berlin wurde 1981 vom Abgeordnetenhaus von Berlin als Stiftung des öffentlichen Rechts gegründet. Grundlage hierfür ist das „Gesetz über die Stiftung Naturschutz Berlin“. Sie hat ihren Sitz in Berlin und verfolgt unmittelbar gemeinnützige Zwecke der Förderung des Naturschutzes und der Landschaftspflege sowie des Umweltschutzes.
Organe der Stiftung sind der Stiftungsrat, der Vorstand und die Geschäftsführung. Der Stiftungsrat besteht aus Vertretern von Naturschutzvereinigungen, der für Naturschutz und Landschaftspflege zuständigen Senatsverwaltung und der Fraktionen des Berliner Abgeordnetenhauses. Der Stiftungsrat schlägt die drei Mitglieder des Vorstandes vor. Die Mitglieder von Stiftungsrat und Vorstand sind ehrenamtlich tätig. Die Leitung der Geschäftsstelle mit ihren mehr als 100 Mitarbeitern erfolgt durch die hauptamtliche Geschäftsführung der Stiftung.
Die Stiftung Naturschutz Berlin finanziert sich durch die Erträge ihres Stiftungskapitals, die institutionelle Förderung der Senatsverwaltung für Umwelt, Verkehr und Klimaschutz, die finanzielle Unterstützung durch Förderer und Spendeneinnahmen aus ihren Eigenprojekten.

## Aufgaben und Projekte

### Berliner Naturschutzpreis
Seit 1988 ehrt die Stiftung Naturschutz Menschen, die sich in besonderer Weise um den Naturschutz verdient gemacht haben. Der Preis trug bis 2006 die Bezeichnung Victor-Wendland-Ehrenring, seit 2007 wird die Auszeichnung als Berliner Naturschutzpreis verliehen. Bisherige Preisträger waren:
| - 2024: Achim Förster und Matteo Schölzel - 2023: Sophie Lokatis - 2022: Stefan Materna und das Projekt Urbanität und Vielfalt - 2021: Gülcan Nitsch und Jens Scharon - 2020: Beate Kitzmann - 2019: Otto Bardella - 2018: Birgit Seitz und Bernd Lichtenstein - 2017: Anne Loba - 2016: Barbara Geiger - 2015: Karin Birgit Nohl - 2014: Hartwig Berger - 2013: Dathe-Oberschule - 2012: Havelbündnis | - 2011: Margret Rasfeld - 2010: Helga Garduhn und Marian Przybilla - 2009: Melanie von Orlow - 2008: rbb-Fernsehmagazin Ozon - 2007 Freimut Wössner - 2006: Reinhard Dalchow - 2005: Wilhelm Recker - 2004: Manfred Krauß - 2003: Jürgen Bachhuber - 2002: Gudrun Rademacher - 2001: Horst Korge - 2000: Herbert Sukopp | - 1999: Norbert Rheinlaender - 1998: Martin Jänicke - 1997: Marianne Weno - 1996: Ben Wagin - 1995: Hans-Jürgen Stork - 1994: Stefan Brehme - 1993: Klaus Witt - 1992: Ursula Müller - 1991: Heinz Nabrowsky - 1990: Heinrich Weiß - 1989: Hilmar Klein - 1988: Werner Wunderling |

Zudem wird seit 2014 der Berliner Naturschutzpreis in der Kategorie Institutionen/Unternehmen verliehen:
- 2024: Grüner Campus Malchow
- 2023: Grundschule Am Sandhaus/Antje Neumann
- 2019: Verein der Kleingärtner Berlin-Heinersdorf e. V.
- 2017: St.-Michaels-Heim des Johannischen Sozialwerks e. V.
- 2016: Klinik für seelische Gesundheit im Kindes- und Jugendalter des St. Joseph Krankenhauses
- 2015: Wohnungsgenossenschaft MERKUR eG
- 2014: Stiftung für Mensch und Umwelt

### Förderfonds Trenntstadt Berlin
Der Förderfonds ist Teil des Projekts Trenntstadt Berlin, einer Initiative der Berliner Stadtreinigungsbetriebe und ihrer Partner Alba Group, Berlin Recycling, Bartscherer & Co Recycling und Stiftung Naturschutz Berlin. Ziel ist es, die Berliner Bürger für die Themen Abfalltrennung und -vermeidung zu sensibilisieren. Dabei informiert die eigene Website über relevante Themen in der Abfall- und Kreislaufwirtschaft. Die Stiftung Naturschutz Berlin und die Berliner Stadtreinigung vergibt aus den Nebenentgelten des Dualen Systems Deutschlands Gelder, um Projekte zu ermöglichen, die mit kreativen Methoden verschiedene Zielgruppen ansprechen.

### Freiwilliges ökologisches Jahr
Im Rahmen des freiwilligen ökologischen Jahres bietet die Stiftung Naturschutz Berlin jährlich etwa 190 Plätze für junge Menschen im Umwelt- und Naturschutzbereich an. Die möglichen Einsatzstellen reichen dabei von Naturschutzvereinen, Waldkindergärten, Öko-Bauernhöfen, Umweltlaboren, Solarvereinen bis zu Bioläden.

### Jagdabgabe Berlin
Die Stiftung Naturschutz Berlin hat die Aufgabe übernommen, die von Jägern und Falknern zu entrichtende Jagdabgabe im Sinne des Schutzes der Biodiversität, der Erforschung der Lebensweise des Wildes sowie die Information der Bevölkerung einzusetzen und das Jagdwesen zu fördern.

### Klimaschutzabgabe

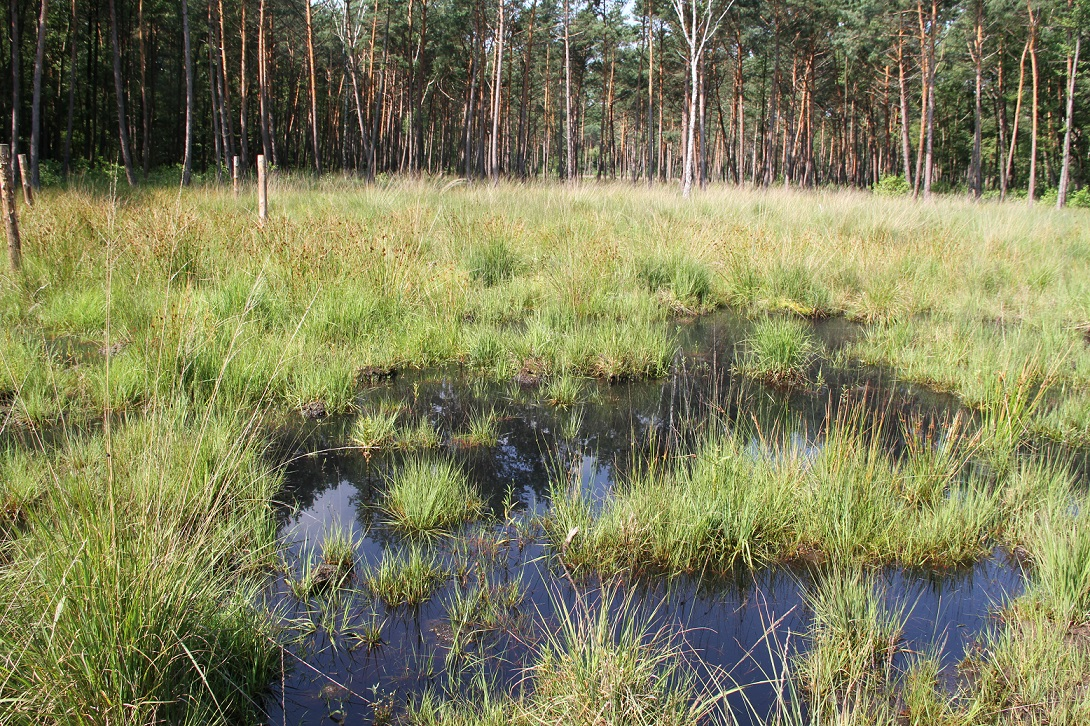
Krumme Laake in Berlin Köpenick, Moorrenaturierung aus Mitteln der Klimaschutzabgabe

Seit 2009 zahlen alle Behörden des Landes für die Dienstflüge ihrer Mitarbeiter eine Klimaschutzabgabe. Durchschnittlich kommen 50.000 Euro pro Jahr auf diese Weise zusammen, die von der Stiftung für klimaentlastende Naturschutzmaßnahmen in Berlin eingesetzt werden. Die Gelder werden beispielsweise für die Renaturierung von Berliner Mooren eingesetzt, weil wiedervernässte Feuchtgebiete große Mengen des Treibhausgases Kohlenstoffdioxid binden.

### Koordinierungsstelle Fauna
Die Koordinierungsstelle Fauna wurde ins Leben gerufen, um die gefährdeten Tierarten zu erfassen und zu dokumentieren. Außerdem entwickelt sie Schutzmaßnahmen in enger Zusammenarbeit mit den Berliner Naturschutzbehörden und informiert beispielsweise mit Exkursionen alle Interessierten über den Artenreichtum ihrer Stadt. Mit der Koordinierungsstelle Fauna unterstützt das Land Berlin die wichtige Arbeit zum Erhalt der biologischen Vielfalt.

### Koordinierungsstelle Florenschutz
Die Koordinierungsstelle Florenschutz ermittelt im Auftrag der Senatsverwaltung für Umwelt, Verkehr und Klimaschutz den Bestand von seltenen Pflanzenarten in Berlin, die ohne besondere Schutzmaßnahmen vom Aussterben bedroht sind. Sie überprüft Vorkommen und Bestandssituation von 280 Pflanzenarten, konzipiert geeignete Schutzmaßnahmen und informiert Flächeneigentümer und -nutzer, Naturschutzbehörden, Berliner Forsten und Bezirksämter über Standorte von gefährdeten Pflanzen. Darüber hinaus hat sie das Ziel, die seltenen Pflanzen in der Hauptstadt bekannter zu machen und ein Bewusstsein für ihren Schutz zu schaffen. Die Koordinierungsstelle Florenschutz setzt in Zusammenarbeit mit dem Landesbeauftragten für Naturschutz und Landschaftspflege sowie dem Botanischen Verein von Berlin und Brandenburg das Berliner Florenschutzkonzept um.

### Langer Tag der Stadtnatur

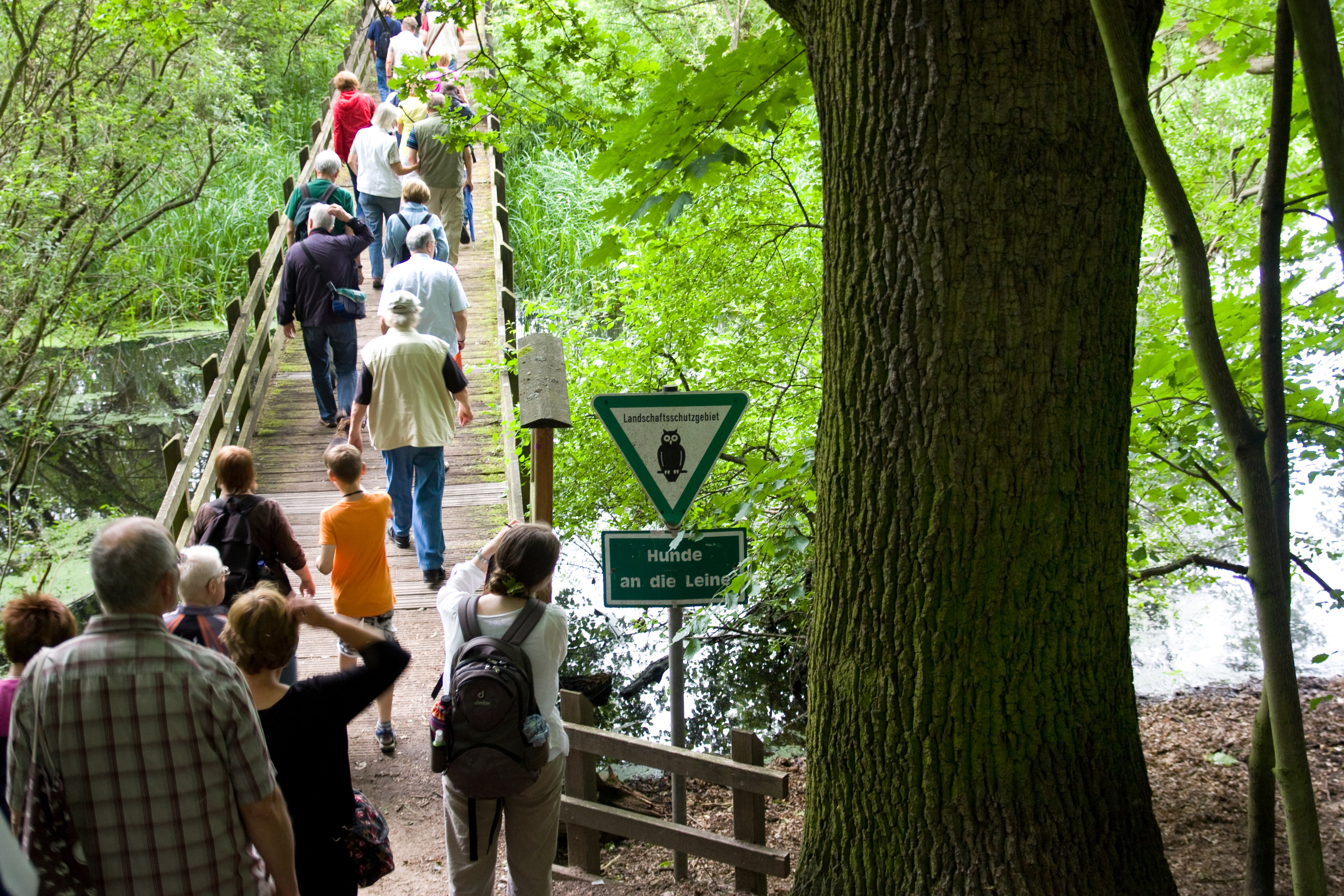
Naturführung im Rahmen des Langen Tags der Stadtnatur

Mit dem Langen Tag der Stadtnatur rückt die Stiftung Naturschutz Berlin seit 2007 die biologische Vielfalt der Hauptstadt ins Licht der Öffentlichkeit. Dieser findet in der Regel an einem Wochenende im Juni statt und dauert 26 Stunden. Mit jährlich etwa 500 Einzelveranstaltungen und 25.000 Teilnehmern hat sich das Event zur stadtweit größten Veranstaltung im Bereich Naturschutz entwickelt. Zum Angebot gehören beispielsweise naturkundliche Führungen durch Berlins Wälder, Parks und grüne Hinterhöfe, Fahrrad- und Kanutouren, Workshops zum Urban Gardening und andere Mitmachaktionen.

### Naturerfahrungsräume Berlin

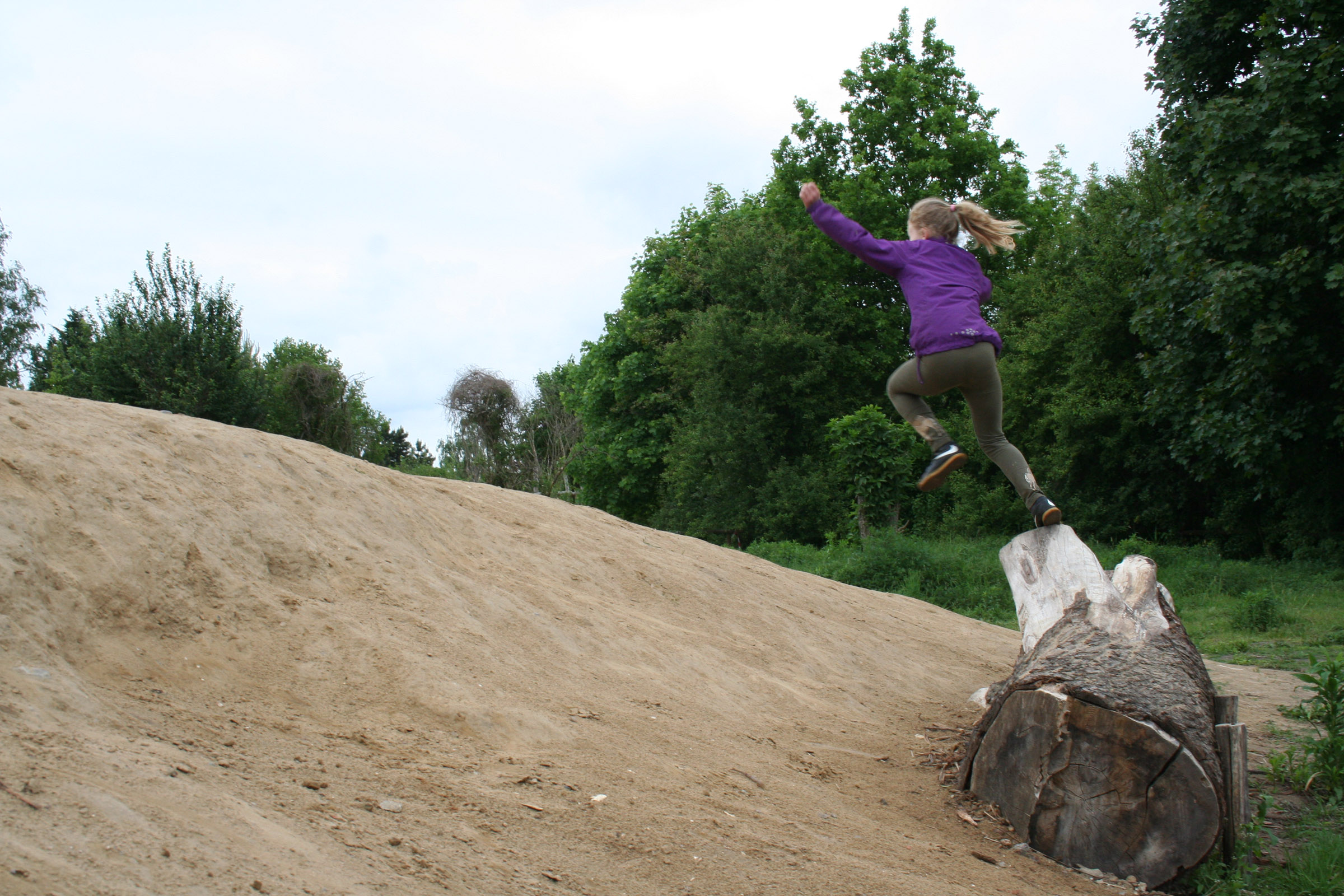
Naturerfahrungsraum Spieroweg in Berlin-Spandau

Die Stiftung Naturschutz Berlin hat im Rahmen eines Pilotprojektes bisher drei Naturerfahrungsräume in den Bezirken Spandau, Pankow und Marzahn-Hellersdorf eingerichtet. Hier sollen Kinder eigenständige Naturerfahrungen, Körperbeherrschung und Risikokompetenz erlangen. Auch zur Entwicklung ihres Sozialverhaltens und Umweltbewusstseins tragen diese naturnahen Erlebnisräume bei. Das Vorhaben wird durch das Bundesamt für Naturschutz mit Mitteln des Bundesministeriums für Umwelt, Naturschutz, Bau und Reaktorsicherheit sowie durch den Bezirk Pankow und die Senatsverwaltung für Umwelt, Verkehr und Klimaschutz gefördert und vom Landesbeauftragten für Naturschutz und Landschaftspflege unterstützt.

### Nemo – Naturerleben mobil
Das Projekt Nemo – Naturerleben mobil ist eine praktische Ergänzung für den Unterricht von Grundschulkindern. Hierzu kommen externe Pädagogen und Pädagoginnen an die Schule oder den Hort und begleiten die Kinder in einen nahegelegenen Park, um dort die Stadtnatur spielerisch kennenzulernen und durch eigene Naturerfahrungen das Umwelt-Wissen zu erweitern. So werden beispielsweise die Spuren wilder Tiere entdeckt, Stadtbäume erforscht oder die Sonne als Energiequelle näher untersucht.

### Ökologischer Bundesfreiwilligendienst
Der Ökologische Bundesfreiwilligendienst der Stiftung Naturschutz Berlin bietet die Möglichkeit, nach dem Studienabschluss, im Ruhestand oder während einer beruflichen Neuorientierung sinnvoll in einer der zahlreichen Natur- und Umweltschutzeinrichtungen in Berlin tätig zu werden. Er richtet sich an alle Personen, die älter als 25 Jahre sind.

### Stadtnatur-Ranger

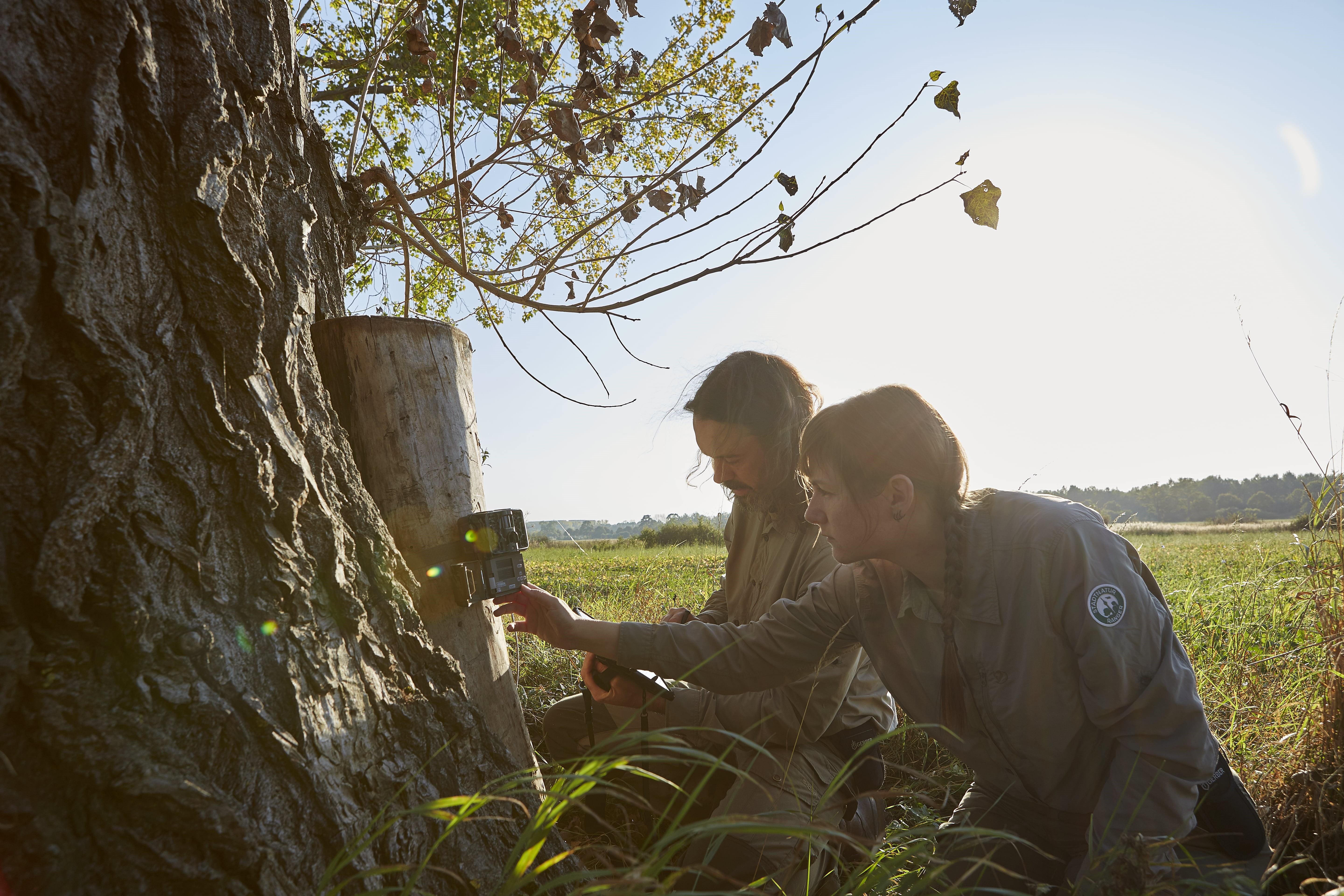
Rangerteam Lichtenberg im Gelände

Seit Oktober 2019 koordiniert die Stiftung Naturschutz Berlin in Zusammenarbeit mit elf Berliner Bezirken das bundesweit neuartige Projekt Stadtnatur-Ranger mit insgesamt 22 Rangerinnen und Rangern. Der Bezirk Pankow setzt ein Rangerteam in Eigenregie ein. Die Rangerteams sind vor allem in ökologisch wertvollen Flächen wie Schutzgebieten, Parks, Brachen, Friedhöfen und Kleingartenanlagen im Einsatz. Sie erfassen Daten über die heimische Tier- und Pflanzenwelt und kümmern sich um den Erhalt und die Weiterentwicklung dieser Biotope. In ihren Einsatzgebieten stehen sie den Menschen vor Ort zudem für Fragen rund um das Thema Naturschutz zur Verfügung und leisten durch Veranstaltungsangebote Umweltbildungsarbeit. Das Projekt Stadtnatur-Ranger wird durch die Senatsverwaltung für Umwelt, Verkehr und Klimaschutz finanziert.

### Umweltkalender Berlin
Der Umweltkalender ist eine Website für Berliner Natur- und Umweltthemen, wie Botanik und Zoologie, Energie und Klimaschutz, Nachhaltigkeit, Abfall, Garten, Landwirtschaft und gesunde Ernährung. Die 2010 gegründete Online-Informationsplattform bietet jährlich über 9000 Veranstaltungen für jede Alters- und Interessensgruppe an. Ziel ist die Steigerung der Bekanntheit und der Nachfrage des ganzjährig verfügbaren Berliner Veranstaltungsprogramms im Bereich Natur und Umwelt. Im Umweltkalender Berlin werden aktuelle Berliner Veranstaltungstermine von derzeit etwa 500 Verbänden und Vereinen, Forschungs- und Bildungseinrichtungen, Stiftungen, Unternehmen, Kinos, Behörden, Bürgerinitiativen und Privatpersonen präsentiert. Zu den Akteuren gehören beispielsweise Zoologischer Garten Berlin, Museum für Naturkunde (Berlin), Naturschutzzentrum Ökowerk Berlin e. V., NABU Berlin, BUND Berlin, Grüne Liga, Botanische Garten und das Botanische Museum Berlin-Dahlem. Die tagesaktuelle Veranstaltungsplattform wird betrieben durch die Stiftung Naturschutz Berlin mit Mitteln der Senatsverwaltung für Umwelt, Verkehr und Klimaschutz.

### die naturbegleiter*
Das Projekt die naturbegleiter* hat das Ziel, die positiven Effekte von Naturkontakten für Menschen erfahrbar zu machen. Es richtet sich insbesondere an Personen, die besonders belastet sind und die Stadtnatur bisher noch nicht als Ressource für ihr Wohlbefinden nutzen. Dazu werden kostenfreie Angebote in der Berliner Stadtnatur durchgeführt, die der Entspannung dienen und Spaß machen sollen. Ziel ist dabei die Stärkung der Empathie gegenüber sich selbst sowie zur Mit- und Umwelt. Das Projekt kooperiert eng mit sozialen Einrichtungen. Für Fachkräfte und Ehrenamtliche werden zudem Fachseminare zur Naturbegleitung angeboten.

### Naturerfahrungsräume
Naturerfahrungsräume (NER) sind naturnahe Freiflächen, auf denen Kinder spielen, sich ausprobieren und eigenständig Naturerfahrungen machen können. Die Stiftung Naturschutz Berlin engagiert sich seit 2011 zum Thema Naturerfahrungsräume. So war sie beispielsweise Trägerin eines Pilotprojektes, in dessen Rahmen drei Naturerfahrungsräume eingerichtet wurden. Berlin hat derzeit sechs Naturerfahrungsräume und setzt sich für die Einrichtung weiterer Flächen ein. Die Stiftung Naturschutz Berlin berät daher Berliner Verwaltungen und andere Akteure, die an der Einrichtung solcher naturnahen Spielräume interessiert sind.

### Bildungsforum
Das Themenspektrum des Bildungsforums reicht von Pädagogik und Digitalisierung über Naturfotografie bis hin zu Umweltrecht und Zeitmanagement. Es richtet sich an Teilnehmende, die ihr Wissen im Natur- und Umweltschutz vertiefen oder neue Felder erschließen wollen. Die Stiftung Naturschutz Berlin ist Mitglied des Bundesweiten Arbeitskreises der staatlich getragenen Bildungsstätten im Natur- und Umweltschutz BANU. Dort werden gemeinsam Inhalte und Methoden der Nachhaltigkeits- und der Umweltbildung weiterentwickelt.